# Joan Jordi Miralles i Broto
Joan Jordi Miralles i Broto (Osca, 1977) és un escriptor català. Va rebre el Premi Andròmina de narrativa el 2004 per aportar "un aire nou", destacant-ne la força insòlita i molt fresca, però, alhora, molt violenta en el seu lèxic. També ha escrit i dirigit el migmetratge Die Müllhalde, així com les minisèries de nou format audiovisual Aborígens (2007), Oltre i limiti (2008) i Zoom (2010).
L'any 2020 va rebre una de les Beques per a la creació literària de la Institució de les Lletres Catalanes pel projecte L'encanteri.

## Obres
- L'Altíssim.  València: Tres i Quatre, 2005. ISBN 978-84-7502-715-9. (Premi Andròmina de narrativa)[5]
- L'úter de la balena.  Palma: Moll, 2010 (Raixa;192). ISBN 978-84-2732-192-2. (Premi de Narrativa Vila de Lloseta 2010)
- Això és Àustria.  Palma: Lleonard Muntaner, 2012 (Teatre;5). ISBN 978-84-1559-219-8. (Premi de Teatre Mediterrani Pare Colom)[6]
- Una dona meravellosa.  Barcelona: LaBreu, 2014 (Cicuta;7). ISBN 978-84-9418-905-0.[7]
- Els nens feliços.  Barcelona: Males Herbes, 2016 (Petjades;1). ISBN 978-84-9446-995-4.[8]
- La intimitat de les bèsties.  Barcelona: Empúries, 2017 (Narrativa;511). ISBN 978-84-1636-788-7.(Premi Marian Vayreda)[9]
- Aglutinació.  Barcelona: Edicions 62, 2018 (El balancí;782). ISBN 978-84-2977-642-3.(Premi Joanot Martorell)[10]
- Marginàlia.  Barcelona: Males Herbes, 2021 (Distorsions;85). ISBN 978-84-1243-522-1.
- Triomfador.  Barcelona: Males Herbes, 2023 (Distorsions;98). ISBN 978-84-1253-847-2.